# NGC 2411
NGC 2411 is een elliptisch sterrenstelsel in het sterrenbeeld Tweelingen. Het hemelobject werd op 7 februari 1885 ontdekt door de Franse astronoom Édouard Jean-Marie Stephan.

## Synoniemen
- UGC 3914
- MCG 3-20-5
- ZWG 87.13
- PGC 21315